# Gastrotheca abdita
Gastrotheca abdita és una espècie de granota de la família Amphignathodontidae. És endèmica del Perú. Va ser descrit per William E. Duellman el 1987.
És una espècie terrestre que es troba per sobre de la línia dels arbres a les zones herbades, aiguamolls i les frondes de les bromeliàcies terrestres. Els ous es transporten en bosses de cria i es desenvolupen directament.

## Distribució
Coneguda només de l'aïllada cordillera Colán a la regió de la depressió de Huancabamba d'Amazones, Perú. Viu a 2970–3330 m d'altitud.